# Susanne Wasson-Tucker
Susanne Wasson-Tucker, född Raedermacher 22 juli 1911, död 24 december 2008, var arkitekt och formgivare som var verksam under stor del av 1900-talet. Hon föddes i Wien, Österrike, och växte upp i en intellektuell familj, vilken var influerad av tidens moderna strömningar. 
Wasson-Tucker utbildade sig till arkitekt vid Technische Universität i Wien samt ett år på Kunstgewerbeschule i Wien (nuvarande Universität für angewandte Kunst Wien), där bland andra Josef Frank arbetade som professor. Efter att ha avslutat sina studier arbetade hon först på arkitektkontor i Berlin och sedan i Wien. Hon var i de bägge städerna plågad av det rådande politiska klimatet. 1938 fick den tyska annekteringen av Österrike, Anschluss, henne att lämna landet och först resa till Danmark, där hon tidigare varit ”krigsbarn”. Hon fick dock snabbt rådet att resa till Sverige, där hon 1939 arbetade hos arkitekterna Sune Lindström och Ivar Ståhl i Stockholm. 
I Stockholm träffade hon den kanadensiske arkitekten Arnold Wasson-Tucker, som hon gifte sig med. Rädslan för krigets utveckling ledde till att paret 1940 lämnade Sverige och reste till USA. De anlände till New York under samma tid som Alvar Aalto var på väg att återvända till Finland. Enligt Aalto kom hon som eftersänd och fick ta hand om hans amerikanska verksamhet under krigsåren. Verksamheten var dämpad under perioden, vilket möjliggjorde för henne att produkt- och vandringsutställningar för Museum of Modern Art's arkitektur- och designavdelning under åren 1941–1946. Bland dessa var den första plastutställningen och bostadsutställningen America Builds, vilken skickades runt världen och bland annat visades på Nationalmuseum i Stockholm år 1944. Även utställningen Two Cities, om stadsplanering i Nord- och Sydamerika, 1947. Tillsammans med arkitekt Serge Chermayeff ritade hon framtidsvisionen The Solar House. Ambitionen var att förbereda modern livsstil i fredstid.
Uppdraget att rita inredningar för det amerikanska företaget Knoll inledde en ny karriär. Först hade hon ansvaret för att inreda den amerikanska ambassaden på Kuba, och sedan de tre som byggdes i Skandinavien åren 1951–1959. Det senare uppdraget fick henne att återvända till Stockholm. Dessa ambassader inreddes med moderna amerikanska möbler, ritade av arkitekten Eero Saarinen för Knoll och Charles och Ray Eames för företaget Herman Miller som licenstillverkades av Nordiska Kompaniets verkstäder i Nyköping.
Efter att arbetet med ambassaderna var avslutat beslöt sig Susanne Wasson-Tucker för att fortsätta sin verksamhet i Sverige. En viktig förutsättning för detta var att hon hade möjlighet att arbeta som frilans. Hon hade i USA lärt sig vikten av denna form för frihet i ett skapande arbete om gestaltning. Hon ritade inredningar till avdelningar i NK:s varuhus på Hamngatan i Stockholm och hotell Foresta på Lidingö, vilket för sin tid var ett revolutionerande våningshotell ämnat för längre vistelser. Andra uppdrag var utformande av konsthantverksavdelningen på H55 i Helsingborg 1955 och det svenska deltagande på Triennalen i Milano 1957, samt bostadsavdelningen på Le Maison Ideale i Bryssel, 1965.
Hon gjorde på uppdrag av Svenska Institutet ett antal svenska designutställningar utomlands under 1950- och 1960-talen. Under åren 1959–1966 var det hon som exekutivt ansvarade för utställningsverksamheten på Svensk Form/Design Center som låg i anslutning till Konstfack i Stockholm. Parallellt med detta arbetade Wasson-Tucker även med kontorsinredningar samt samarbetade med ett antal internationella uppdragsgivare, inklusive flygplansinredningar för SAS, Fokkerplanen och McDonnell Douglas DC9 samt för Malaysia-Singapore Airlines.
Under åren 1979–1992 skapade journalisten och konsumentupplysaren Willy Maria Lundberg kulturcentrumet Träslottet i Arbrå, där Susanne Wasson-Tucker ansvarade för verksamhetens bostadspedagogiska utställningar. 1960-talets ungdomsrevolt med starka färger och en slit- och slängdebatt verkar inte ha berört Susanne Wasson-Tucker. Hon var en uttalad modernist, hennes miljöer var inte trendiga i tiden. Hennes strävan var genomgående tidlös kvalitet som ger svängrum för de enskilda individerna. Under 2000-talet har hennes gärning uppskattats på nytt.
Susanne Wasson-Tucker avled 2008 i Stockholm och ligger begravd på Skogskyrkogården.